# Rejon neryński
Rejon neryński (lit. Neringos savivaldybė) – rejon w zachodniej Litwie.